# Depressió de Qattara
La depressió de Qattara (àrab: منخفض القطارة, Munẖafaḍ al-Qaṭṭāra) és una depressió al nord-oest d'Egipte, concretament a la governació de Matruh. La depressió forma part del desert occidental d'Egipte. La depressió de Qattara es troba sota el nivell del mar i el seu fons està cobert de planes de sal, dunes de sorra i salines. La depressió s'estén entre les latituds de 28°35' i 30°25' nord i les longituds de 26°20' i 29°02' est.
La depressió de Qattara va ser creada per la interacció de la meteorització salina i l'erosió del vent. A uns 20 quilòmetres (10 milles) a l'oest de la depressió es troben els oasis de Siwa, a Egipte, i de Jaghbub, a Líbia, en depressions més petites però similars.
La depressió de Qattara conté el segon punt més baix d'Àfrica a una altitud de 133 metres sota el nivell del mar, el punt més baix és el llac Assal a Djibouti. La depressió cobreix uns 19.605 quilòmetres quadrats.

## Geografia
La depressió de Qattara té la forma d'una llàgrima, amb la seva punta mirant a l'est i l'àmplia zona profunda orientada al sud-oest. El costat nord de la depressió es caracteritza per escarpes escarpades de fins a 280 m d'alçada, que marquen la vora de l'altiplà adjacent del Diffa. Cap al sud, la depressió s'enfila suaument fins al Gran Mar de Sorra.
Dins de la depressió hi ha maresmes, sota les vores de l'escarpa nord-oest i nord, i extensos llits secs de llacs que s'inunden ocasionalment. Els aiguamolls ocupen aproximadament 300 quilòmetres quadrats (120 milles quadrats), tot i que les sorres impulsades pel vent estan envaint algunes zones. Aproximadament una quarta part de la regió està ocupada per llacs secs composts d'escorça dura i fang enganxós, i ocasionalment plens d'aigua.
La depressió va ser iniciada per l'erosió eòlica o fluvial a finals del Neogen, però durant el període quaternari el mecanisme dominant va ser una combinació de la meteorització salina i l'erosió del vent que treballaven conjuntament. Primer, les sals trenquen el sòl de la depressió, després el vent emporta les sorres resultants. Aquest procés és menys efectiu a la part oriental de la depressió, a causa de la menor salinitat de les aigües subterrànies.

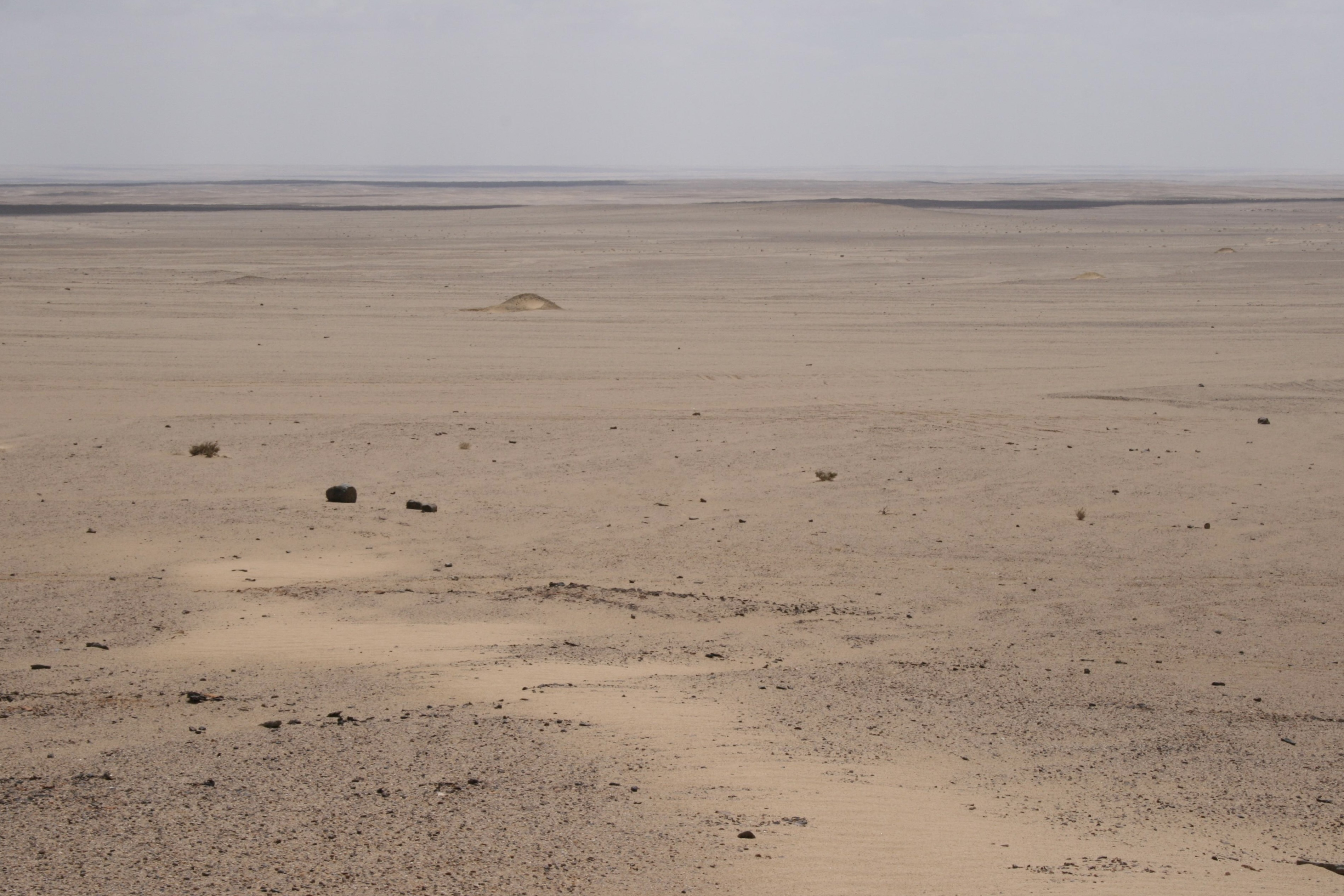
Vista de la Depressió de Qattara

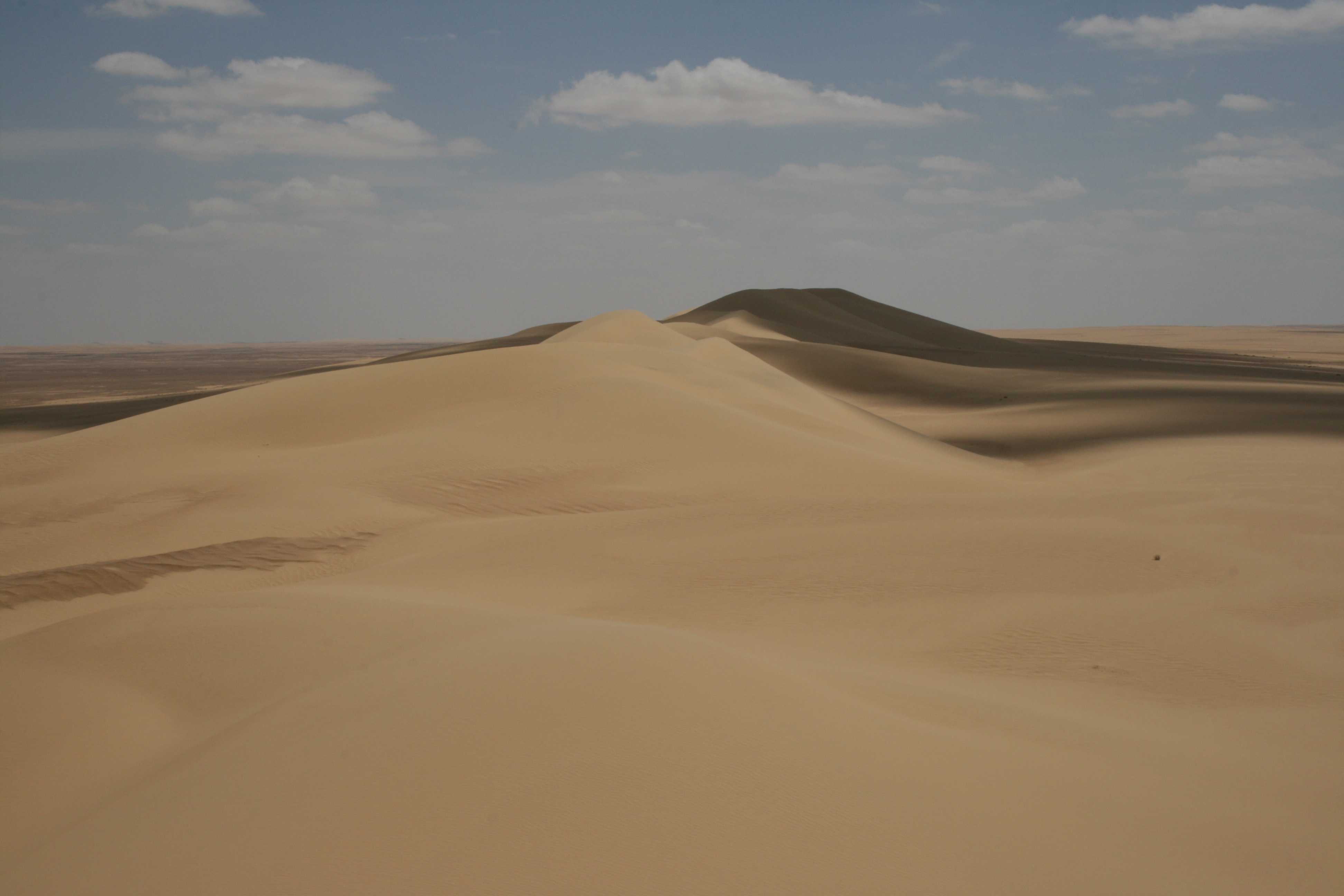
Dunes de sorra a la Depressió de Qattara

## Història

### Mesurament
L'elevació de la depressió va ser mesurada per primera vegada l'any 1917 per un oficial de l'exèrcit britànic que conduïa una patrulla de cotxes lleugers a la regió. L'oficial va fer lectures de l'alçada del terreny amb un baròmetre aneroide en nom de John Ball, que més tard també publicaria sobre la regió. Va descobrir que la font Ain EI Qattara es trobava a uns 60 metres sota el nivell del mar. Com que el baròmetre es va perdre i les lectures eren tan inesperades, aquesta troballa va haver de ser verificada. Durant 1924–25, Ball va organitzar de nou una expedició, aquesta vegada amb l'únic propòsit de triangular l'elevació en una línia oest des de Wadi El Natrun. L'expedició va ser liderada per G.F. Walpole que ja s'havia distingit triangulant el terreny a través de 500 km (310 milles) des del Nil fins a Siwa passant per Bahariya. Va confirmar les lectures anteriors i va demostrar la presència d'una gran àrea sota el nivell del mar, amb llocs tan profunds com 133 m. sota el nivell del mar.
Ralph Alger Bagnold, un comandant i explorador militar britànic, va ampliar el coneixement sobre la geologia de la depressió de Qattara a través de nombrosos viatges durant les dècades de 1920 i 1930. El més notable va ser el seu viatge de 1927 durant el qual va creuar la depressió d'est a oest i va visitar els oasis de Qara i Siwa. Molts d'aquests viatges utilitzaven vehicles a motor (Ford Model-T) que utilitzaven tècniques especials per conduir en condicions del desert. Aquestes tècniques van ser un actiu important del Long Range Desert Group que Bagnold va fundar el 1940

### Segona Guerra Mundial
Durant la Segona Guerra Mundial, la presència de la depressió va condicionar la Primera i Segona Batalla d'El Alamein. Es considerava intransitable pels tancs i la majoria dels altres vehicles militars a causa de característiques com ara llacs salats, alts penya-segats i escarpes i fech fech (sorra en pols molt fina). Els penya-segats en particular van actuar com una vora del camp de batalla d'El Alamein, la qual cosa significava que les forces de l'Imperi Britànic no podien ser flanquejades cap al sud. Tant les forces de l'Eix com les Aliades van construir les seves defenses en una línia des del mar Mediterrani fins a la depressió de Qattara. Aquestes defenses van passar a ser conegudes com els jardins del diable, i en la seva major part encara hi són, sobretot els extensos camps de mines.

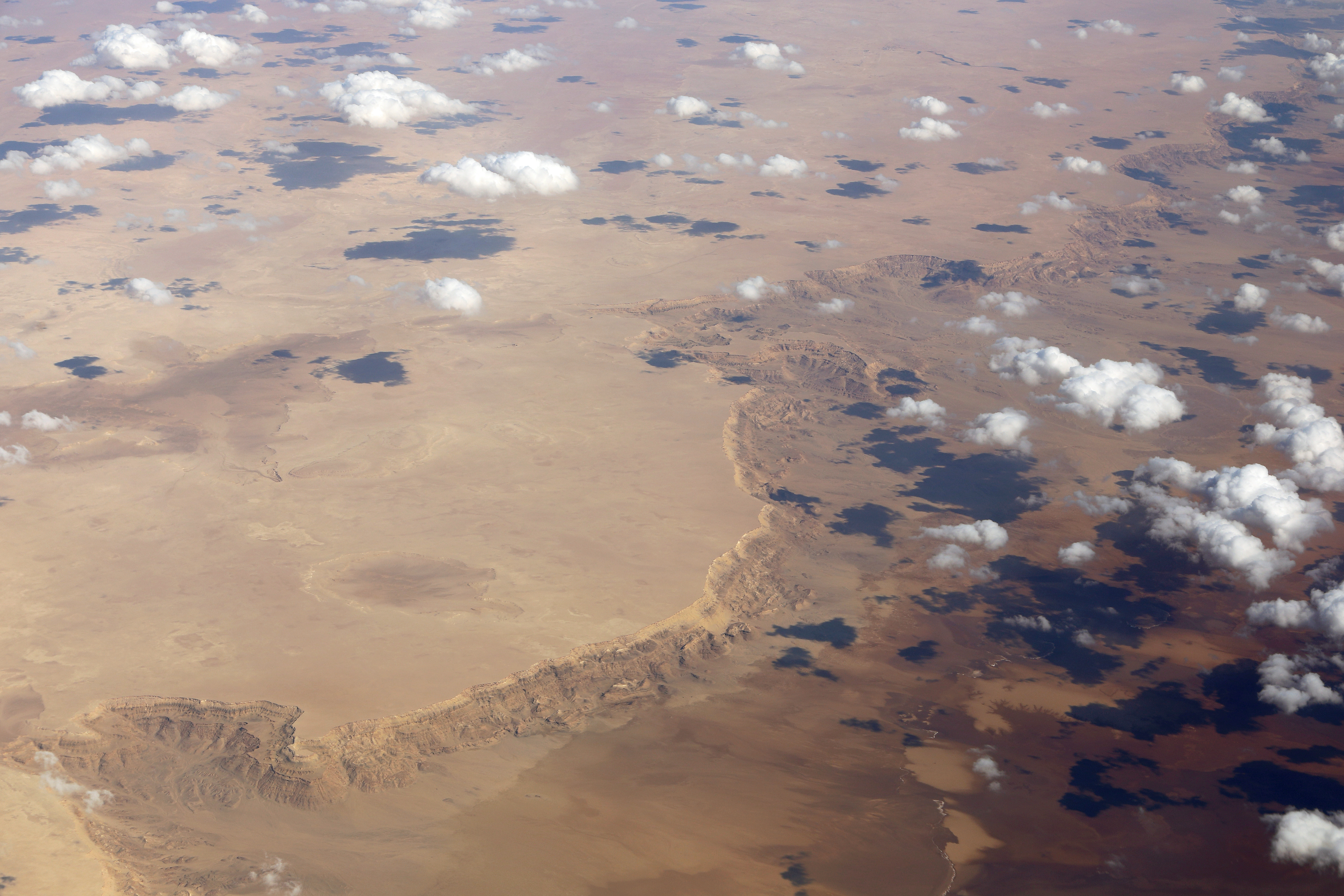
La vora escarpada entre l'altiplà d'El Diffa (esquerra) i la depressió de Qattara (dreta) a Egipte

Cap gran unitat militar va entrar a la Depressió, tot i que les patrulles alemanyes de l'Afrika Korps i el Long Range Desert Group van operar a la zona, ja que aquestes petites unitats tenien una experiència considerable en viatges al desert. Les unitats de recuperació i reparació de la RAF (Repair and Salvage Units RSU) van utilitzar una ruta a través de la depressió per salvar o recuperar avions que havien aterrat o estavellat al desert occidental lluny de la plana costanera. Les RSU incloïen camions de sis rodes motrius, grues Coles i remolcs grans, i van ser particularment actius des de mitjans de 1941 quan el vicemariscal aeri G.G. Dawson va arribar a Egipte per fer front a la manca d'avions en servei.
Un oficial de comunicacions alemany estacionat a la depressió va ser citat per Gordon Welchman com a ajudant involuntàriament en la ruptura del codi de la màquina Enigma, a causa de les seves transmissions regulars afirmant que no hi havia "res a informar".